# Japonaiserie (Van Gogh)
Japonaiserie (em inglês:  Japanesery) foi o termo usado pelo pintor pós-impressionista holandês Vincent van Gogh para expressar a influência da arte japonesa em suas obras.

## Contexto

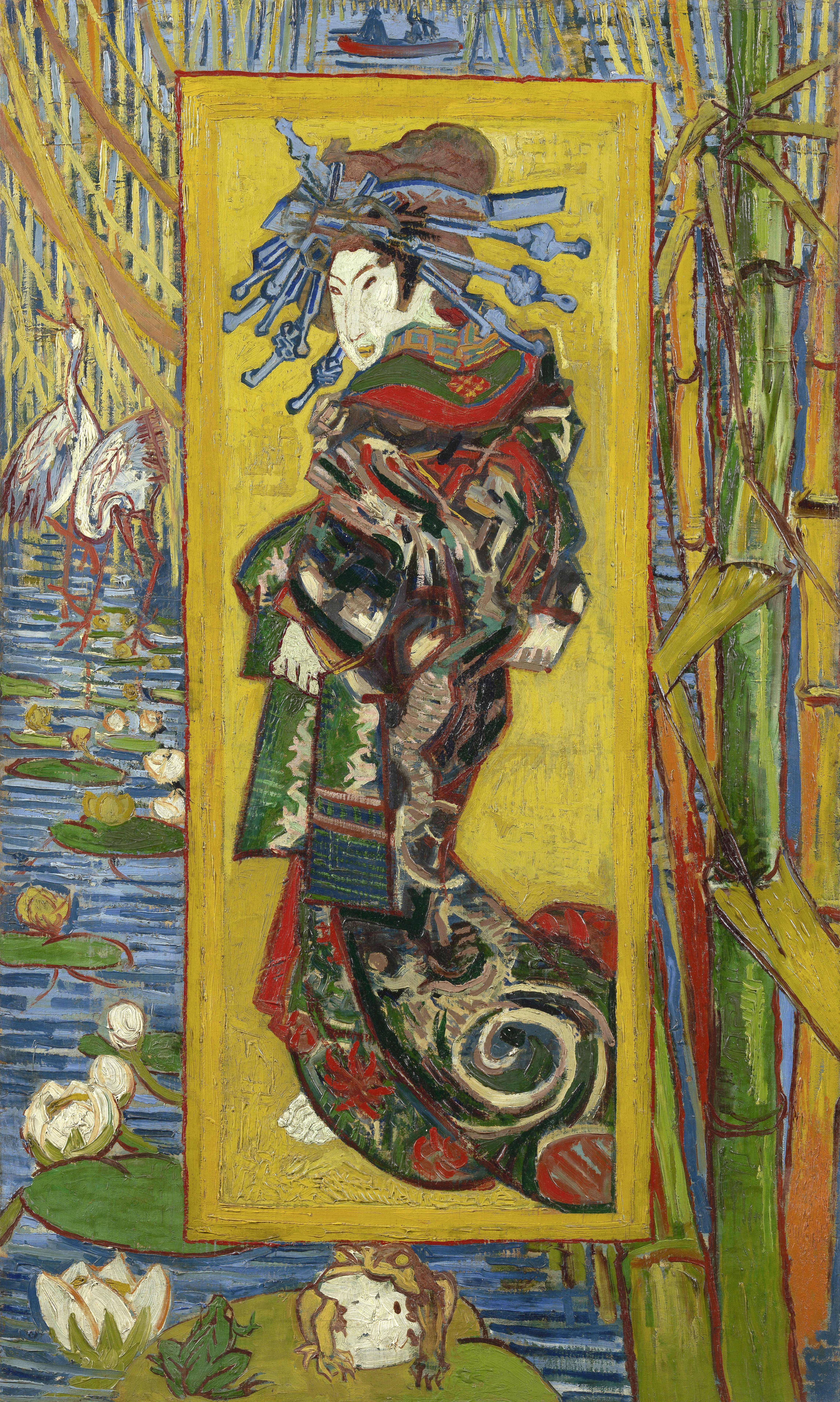

Antes de 1854, o comércio com o Japão era limitado a um monopólio holandês, e os produtos japoneses importados para a Europa compreendiam principalmente porcelana e laca. A Convenção de Kanagawa encerrou a política externa japonesa de reclusão de 200 anos e abriu o comércio entre o Japão e o Ocidente. A partir da década de 1860, ukiyo-e , xilogravuras japonesas, tornaram-se uma fonte de inspiração para muitos artistas ocidentais.

## Influência da arte japonesa em van Gogh
O interesse de Van Gogh pelas gravuras japonesas começou quando ele descobriu as ilustrações de Félix Régamey apresentadas no The Illustrated London News e no Le Monde Illustré . Régamey criou xilogravuras, seguiu as técnicas japonesas e muitas vezes retratou cenas da vida japonesa. A partir de 1885, Van Gogh deixou de colecionar ilustrações de revistas, como Régamey, para colecionar gravuras de ukiyo-e que podiam ser compradas em pequenas lojas parisienses. Van Gogh comprou xilogravuras ukiyo-e japonesas nas docas de Antuérpia, posteriormente incorporando elementos de seu estilo ao fundo de algumas de suas pinturas. Vincent possuía doze gravuras da série One Hundred Famous Views of Edo de Hiroshige , e também comprou Two Girls Bathing de Kunisada II, 1868. Essas impressões foram influentes para o seu desenvolvimento artístico.
Ele compartilhou sua coleção com seus contemporâneos e organizou uma exposição de impressão japonesa em Paris em 1887. Ele e seu irmão Theo van Gogh lidaram com essas gravuras por algum tempo, acumulando centenas delas, que agora estão alojadas no Museu Van Gogh em Amsterdã.
Van Gogh fez três cópias de impressões ukiyo-e, The Courtesan e os dois estudos após Hiroshige .
O trato de Van Gogh com as gravuras ukiyo-e o colocou em contato com Siegfried Bing, que foi proeminente na introdução da arte japonesa no Ocidente e mais tarde no desenvolvimento da Art Nouveau . Van Gogh desenvolveu uma concepção idealizada do artista japonês que o levou à Casa Amarela em Arles e sua tentativa de formar uma colônia de arte utópica lá com Paul Gauguin .

## Estilo
Van Gogh admirava as técnicas dos artistas japoneses.
Os recursos característicos das impressões ukiyo-e incluem seu assunto comum, o corte distinto de suas composições, contornos ousados e assertivos, perspectiva ausente ou incomum, regiões planas de cor uniforme, iluminação uniforme, ausência de claro-escuro e sua ênfase em padrões decorativos. Uma ou mais dessas características podem ser encontradas em inúmeras pinturas de Vincent do período de Antuérpia em diante.

## Exemplo de impressões em xilogravura coloridas ukiyo-e
- Eisen: A Festa das Sete Ervas .[12]
- Eisen e outros: 22 xilogravuras japonesas, Connecticut College, Connecticut
- Eisen: Noite de Abertura no Distrito dos Teatros para Dois Teatros de Edo (Edo ryôza Shibai-machi kaomise no zu).[13]
- Hiroshige: Sudden Shower over Atake (1857), Brooklyn Museum, Nova York
- Hiroshige: Plum Estate, Kameido (1857), Brooklyn Museum, Nova York
- Hiroshige: Maple Trees at Mama, Tekona Shrine (1857), Brooklyn Museum, Nova York
- Hiroshige: Ushimachi, Takanawa (1857), Brooklyn Museum, Nova York
- Hiroshige: Fireworks at Ryōgoku (1857), Brooklyn Museum, Nova York

- Hiroshige: Yui, Pico Satta .[14]
- Hiroshige: (vários) .[15]

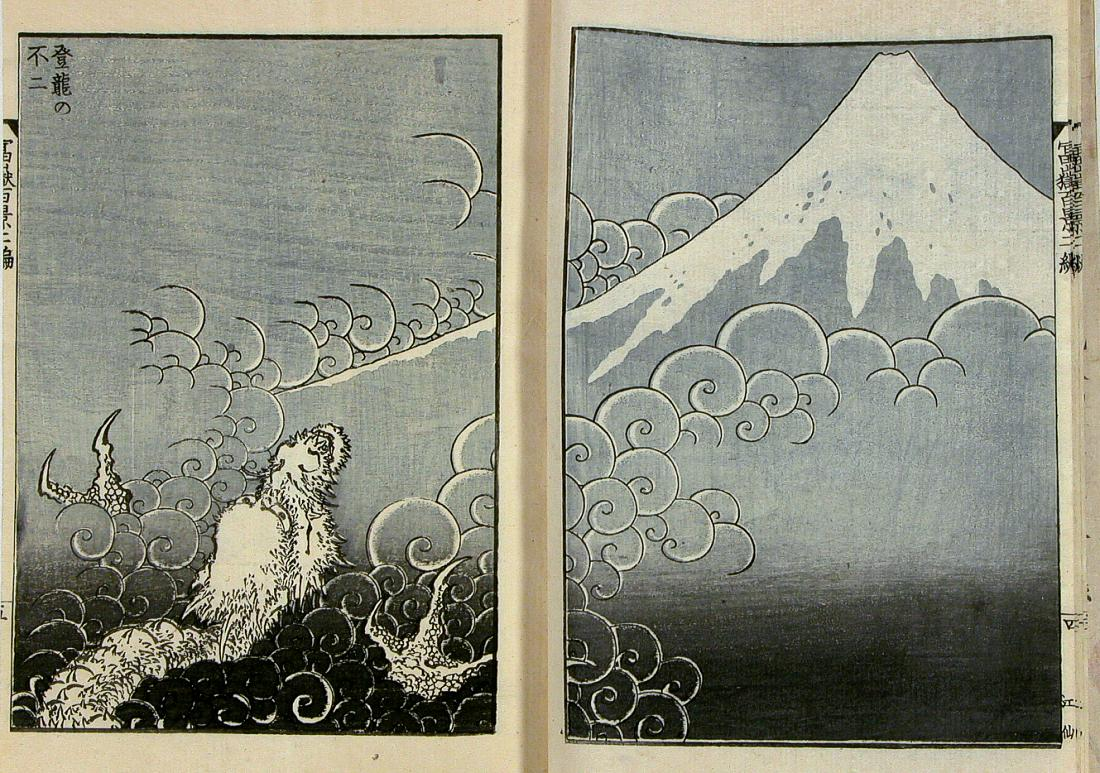
Dragão subindo o Monte Fuji de 100 vistas do Monte Fuji por Hokusai, 1835. Museu Britânico, Londres

- Hokusai: Abe No Nakamaro, Fitzwilliam Museum, Cambridge
- Hokusai ( atrib. ): The Shishi-Mai Dance, Royal Academy of Arts, Londres
- Sharaku: Os Atores Nakamura Wadaemon e Nakamura Konoz .[16]
- Utamaro: Garota em seu banheiro com duas atendentes e um admirador, Museus e Galeria de Arte de Birmingham, Birmingham
- Utamaro: Mulheres costurando .[17]
- Utamaro: Picture Book of Crawling Creatures (1788), Fitzwilliam Museum, Cambridge

## Pinturas a óleo ilustrativas de Van Gogh sobre tela

### No Museu Van Gogh, Amsterdã
- Casas vistas de trás (1885, Antuérpia).[18]
- A cortesã (1887).[19]
- A Ponte na Chuva (depois de Hiroshige), (1887).[20]
- Pomar de ameixas em flor (depois de Hiroshige), (1887).[21]
- Raminho de amêndoa em flor em um copo (1888).[22]
- O Quarto (1888).[23]
- Barcos de pesca na praia de Les Saintes-Maries-de-la-Mer (1888).[24]
- A rocha de Montmajour com pinheiros (1888), caneta e pincel.[25]
- A Ponte Langlois (1888).[26]
- A Colheita (1888).[27]
- O Semeador (1888).[28]
- Amendoeira em Flor (1890).[29]

### Fora da Holanda
- Vincent's Chair with Pipe (1888), National Gallery, Londres
- Girassóis (1888), National Gallery, Londres